# Sebastián Palomo Linares
Sebastián Palomo Martínez, més conegut pel seu nom artístic Palomo Linares (Linares, Jaén, 27 d'abril de 1947 - Madrid, 24 d'abril de 2017), va ser un matador de toros, criador de toros de lídia, pintor i actor de cinema espanyol.

## Biografia
Nascut el 27 d'abril de 1947 a Linares, província de Jaén, la mateixa ciutat en la qual mesos després Manolete va trobar la mort a la plaça de toros prop de la plaça de Santa Margarita. El seu pare era miner, i va viure una infància plena de mancances a l'Espanya de la postguerra. Va ser aprenent de sabater, però a partir dels vuit anys acudia a corrals de prova i capeges on va començar a entendre l'art de torejar, com maletilla el van sobrenomenar "El rata" per la seva vivacitat. El 20 de juliol de 1964 es va iniciar professionalment en ser anunciat formalment a la Plaça de Vista Alegre de Madrid com a aspirant a torero en una novillada de concurs. Debuta amb picadors a Ondara el 3 de gener de 1965 tallant quatre orelles en un tancament de Núñez Guerra, alternant al costat de Gregorio Tébar, El Inclusero i Vicente Punzón.
Rep l'alternativa el 19 de maig de 1966 amb Jaime Ostos de padrí i Mondeño de testimoni, en la plaça de Valladolid, amb toros de la ramaderia de Salustiano Galache. A Feíllo, un toro negre, amb el número 9, de 448 quilos, "Palomo" li va tallar les dues orelles. Al toro que va tancar plaça li va fer el mateix.
El 24 d'abril de 2017 va morir a l'Hospital Gregorio Marañón de Madrid a conseqüència de complicacions després d'una operació de cor.

## La "Campaña de Los Guerrilleros"
Eduardo Lozano i Paco Ruiz, apoderats del de Linares i Manuel Benítez "El Cordobés" respectivament, arriben a un acord pel qual els dues espases torejarien sempre junts durant la temporada de 1969, mantenint així la independència davant els empresaris, alguna cosa que va ser conegut com la campanya de 'los guerrilleros'. Sumen així fins a 65 corrides de toros, que en la seva major part deixaven bastant que desitjar, sobretot pel bestiar bregat i la categoria de les places.
Va confirmar alternativa abans en la Monumental de Mèxic que a Madrid, on premsa i afició li van esperar amb hostilitat. Colom es va créixer sempre davant totes les adversitats i en 1972 va tallar l'última cua que s'ha concedit a Las Ventas al toro Cigarrón, d'Atanasio Fernández, enmig d'una gran polèmica.
Confirma la seva alternativa a Madrid el 19 de maig de 1970, amb Curro Romero com a padrí i "Juan José" García Corral com a testimoni, bregant cinc toros de Antonio Pérez Angoso i un de Antonio Pérez de San Fernando. Del primer ferro va ser el toro de la cerimònia, de nom Presumido, negre llistó, número 87, de 555 quilos de pes, amb el qual el de Linares no es va acoblar. En 1970 va tallar les dues orelles a un toro de Miura a Sevilla.

## La cua de Madrid
La feina que va instrumentar a Las Ventas al toro Cigarrón, negre meano, número 21, amb 566 quilos de pes, pertanyent al ferro d'Atanasio Fernández. Dos trofeus més aconseguiria en l'altre toro del seu lot, en una tarda que va estar acompanyat en el cartell per Andrés Vázquez i Curro Rivera. Era el 22 de maig de 1972 i des de feia trenta-set anys no es tallava una cua a Madrid. Aquesta fita va suscitar la polèmica en el món del toreig, però sens dubte va significar una data històrica per a Palomo Linares, qui es va convertir en un fenomen social.

## Cinema
Fruit d'aquesta circumstància es van succeir títols cinematogràfics en els quals el linarense era el principal protagonista. Nuevo en esta plaza i Solos los dos, en aquesta al costat de Marisol, van ser pel·lícules de gran importància popular.
També s'interpreta a si mateix en un paper secundari de "La Carmen" (1976) i se li fa referència en la pel·lícula "El mirall" d'Andréi Tarkovski.

## Retirs i retorns
La primera retirada de les places va tenir lloc a Bogotà, el 31 de gener de 1982, en una tarda en la qual va compartir cartell amb Pepe Cáceres i Curro Romero davant tres toros de Vistahermosa i uns altres de Pueblito Español, en la qual va aconseguir tallar tres orelles.
Reapareix en la plaça de toros d'Acho, a Lima, el Perú en 1983 alternant al costat de José Mari Manzanares i Paco Ojeda amb toros de Marcos Núñez, saldant-se la seva actuació amb les dues orelles d'un dels seus toros. En 1985 torna a retirar-se de les places, després de no estar afortunat en el cicle madrileny de Sant Isidre, per a tornar a reaparèixer en 1993, temporada en la qual va torejar 19 corrides en les quals, a excepció de Madrid, no va trepitjar cossos de rellevància. Es va retirar definitivament de les places vestit de llums a Benidorm, en una correguda nocturna, el 9 d'agost de 1995; vestit de grana i or, juntament amb Manuel Díaz El Cordobés i Javier Conde, amb toros de Gabriel Rojas. Mai més va tornar a vestir vestit de torero, sol festivals benèfics. Al cartell de Bélmez va ser el seu fill qui va actuar, amb el mateix nom, en últim lloc per ordre de lídia, ja que va ser el més jove a prendre l'alternativa de la terna.

## Ramaderia
En 1969 compra al costat d'Eduardo Lozano la Ramaderia de Pérez Tabernero, una de les més acreditades ramaderies d'Espanya amb antiguitat de 1895, que a partir d'aquest moment canvia de nom a Palomo Linares, en 1997 Palomo li ven la meitat dels seus interessos al seu soci però aquesta ramaderia continua bregant sota el seu nom.
Al costat de la seva faceta taurina es troba la seva passió per la pintura i les armes de foc. Com a pintor va exposar la seva obra en diverses galeries del món, s'afirma que recull en els seus quadres les seves vivències i les plasma recorrent a la llum i al color.
A 2007, Colom Linares estava bolcat en la carrera d'un dels seus fills, Sebastián «Palomo» Linares fill, que vol seguir els passos del seu pare. És matador de toros el fill del mateix nom.
El 27 d'abril de 2011, en Ràdio Marca, es declara seguidor del Club Atlètic de Madrid, a causa de la gran amistat que va tenir amb Vicente Calderón.

## Vida personal
El seu primer amor va ser Teresa Cantalapiedra. Després d'un festeig de vuit anys amb l'exmodel colombiana Marina Danko Villalba, es van casar el 26 d'abril de 1977 a l'església de San Jerónimo el Real de Madrid. Van tenir tres fills: Sebastián (1977-), Miguel (1980-) i Andrés (1988-). No obstant això, el 31 d'agost de 2011, s'anuncia la seva separació, després de 42 anys junts i 34 anys de matrimoni. El 4 de setembre del mateix any, Linares és ingressat a l'hospital, en haver sofert un infart al cor.
El 30 de gener de 2012, finalment es va signar el divorci. L'any 2013 coneix a la jutgessa Concha Azuara, durant el lliurament de Premis Antena d'Or a Aranjuez, amb la qual va viure fins al seu últim dia una gran història d'amor

## Mort
Palomo Linares moria als 69 anys el 24 d'abril de 2017, a les 17.13 hrs a l'Hospital Gregorio Marañón, hora local de Madrid després de sofrir una hemorràgia cerebral mentre es recuperava d'una cirurgia de cor obert. En els seus últims dies i mort només va estar acompanyat de la seva dona Concha Azuara, destacant els mitjans de comunicació l'absència dels seus tres fills.